# 光寶科技
光寶科技股份有限公司（LITE-ON Technology）是台灣第一家上市的電子公司，簡稱光寶科技。是幾位曾在德州儀器服務過的員工成立「光寶電子股份有限公司」，創辦人為宋恭源、林元生、吳安豐，當時總部設於臺北縣中和市（新北市中和區）圓通禪寺旁的小公寓，最早以LED為主要產品，後來開始製造電腦電源供應器，LED、半導體、電腦機殼、影像產品、主機板、DVD及光碟設備、固態硬碟、以及其他電子零組件，以「光電節能、智慧科技最佳夥伴」為願景。光寶科技也是光寶集團的母公司。
光寶科技目前推動點亮智慧城市，將聚焦於智慧城市基礎設施的建置，包括架設無線通信網路產業，各類智慧感測器，安全監控設備到智能路燈系統開發等。
2016年在高雄投資百億元台幣成立「高雄營運中心」。
光寶近幾年的毛利率大約為13%左右。

## 歷史

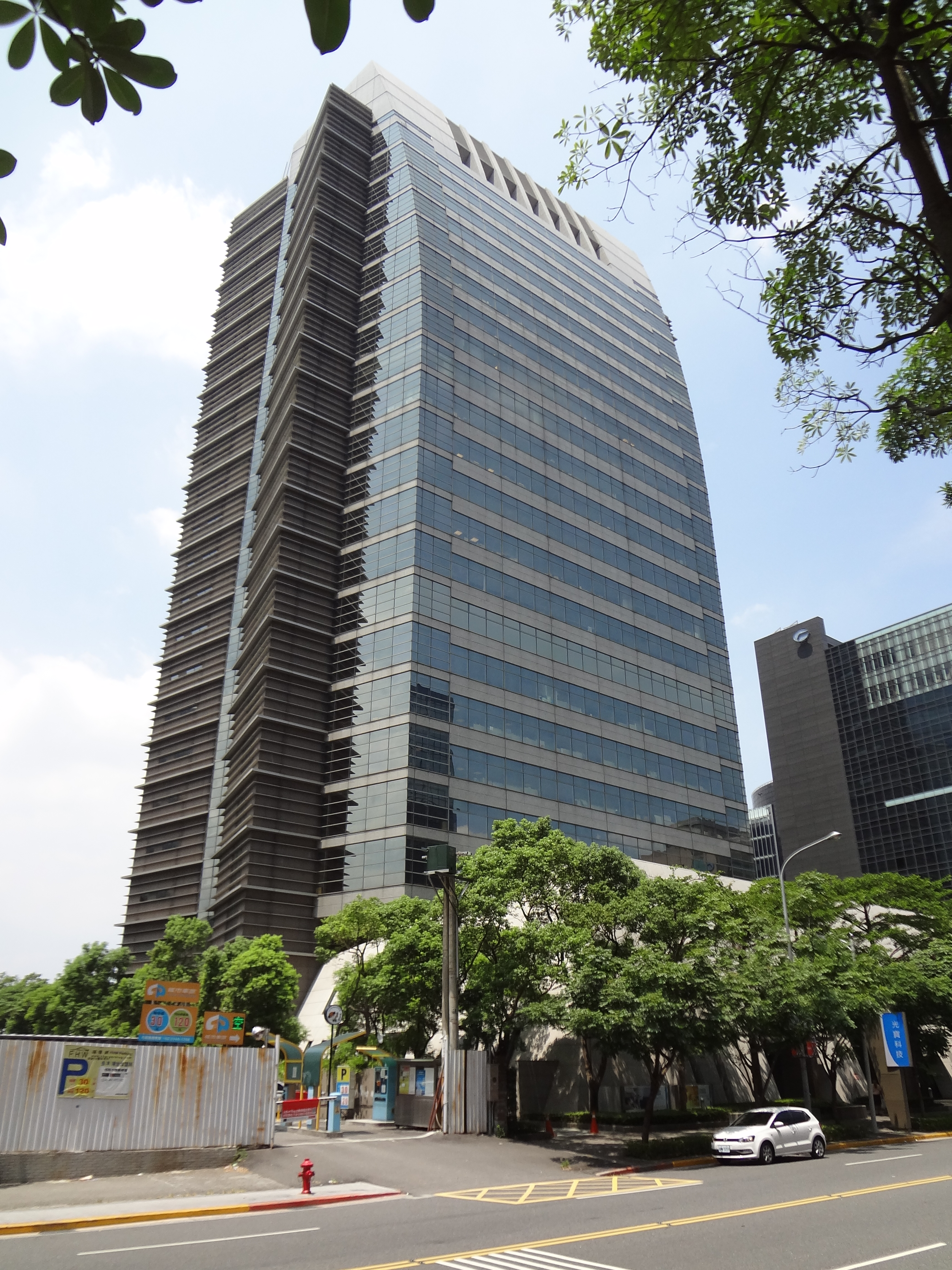
光寶科技大樓

1975年，成立台灣光寶電子股份有限公司，資本額新台幣一佰萬元，於中和設立第一座LED工廠。
1983年，光寶電子在台灣證券交易所股票上市，是台灣第一家上市的電子公司（臺證所：2301）。
1989年，光寶電子成立子公司「源興科技股份有限公司」（源興科技）。
1990年，光寶電子成立子公司「敦南科技股份有限公司」（敦南科技）。
1999年3月，源興科技光電事業部獨立为「建興電子科技股份有限公司」（建興電子）。
2000年，光寶電子創辦設計競賽「光寶創新獎」，吸引五百多位大專院校學生參與，提昇台灣教育與產業之創新研發精神。
2002年，光寶電子、旭麗公司、源興科技與致福公司合併，存續公司為源興科技，源興科技並且更名為「光寶科技股份有限公司」。
2003年6月，光寶科技總部搬遷至臺北市內湖科技園區。
2006年，建興電子合併了BenQ的光碟機部門，成為世界前三大的光碟機供應商。
2014年，光寶One LITE-ON「七合一」，整倂包括建興、光林、力信、動力儲能、光寶移動以及大陸東莞致力與旭福，並擘劃為八大事業群。
2015年，國立清華大學與光寶集團設立聯合研發中心，共創知識價值新藍海，光寶連續五年獲選「道瓊永續指數」DJSI成份股。
2016年，光寶集團生醫設立新加坡生技研發中心。
2019年8月30日，光寶集團以1.65亿美元价格將建興電子业务售予東芝記憶體。
2020年7月1日，建興儲存科技成為鎧俠100%持股的子公司。
2021年，光寶科技雲端基礎設施系統與平台事業部（CIPS）進駐台南市，主要招攬領域為電源硬體工程與電路設計等，團隊主要在雲端運算電源憑藉著先進的電源管理實力，並以Green Data Centers為成長引擎持續發展中。
2022年，光寶科技「越南二期廠」落成啟用。
2023年，與日本新創企業Elephantech簽署合作備忘錄，將共同推進創新的低碳軟性印刷電路板（FPCB）技術應用於商用開發。
2023年，於「2023年台灣併購金鑫獎」頒獎典禮，獲頒「最佳海峽併購獎」。
2024年4月30日，光寶宣布取得日本電源大廠科索(COSEL)19.99%的股權，此一合作將擴展雙方在工業自動化、半導體設備、醫療、運輸、網通、新能源產業市場的開發。

## 外部連結
- 光寶科技（页面存档备份，存于）